# Сумиёси-дзукури
Сумиёси-дзукури (яп. 住吉造り, «стиль Сумиёси») — один из древних стилей синтоистских храмов в Японии. Назван в честь Сумиёси-тайся — главного святилища бога Сумиёси, расположенного в Осаке.

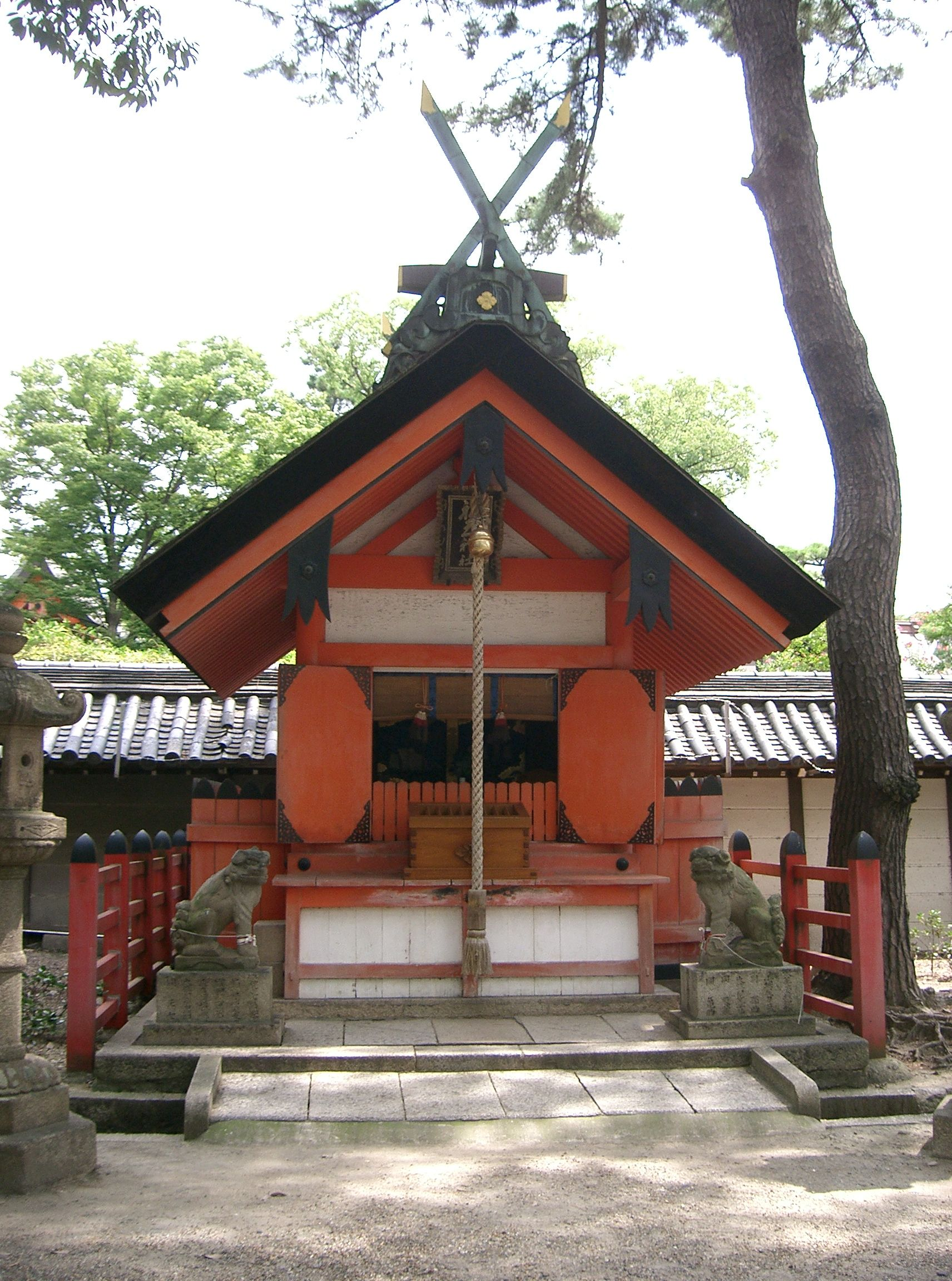
Одно из зданий в Сумиёси-тайся

Для этого стиля характерна нависающая двускатная крыша (яп. 切妻屋根, киридзума-янэ). Пространство храма разделено на две части — переднюю (яп. 外陣, гедзин) и заднюю (яп. 内陣, найдзин). Крыша прямая, общий вид строгий. Столбы обычно выкрашены в красный, стены — в белый цвет. Храм с трёх сторон окружают две ограды. В древнейших храмах веранда отсутствует. Типичный храм имеет ширину в 4 пролёта и глубину в 2 пролёта. Общая форма напоминает ритуальные дворцы, строившиеся в древности для коронации императора.